# Mein Herz brennt
Mein Herz brennt är en singel av bandet Rammstein från albumet Mutter. Låten är baserad på det tyska TV-programmet Sandmännchen och arbetsnamnet för låten var just "Sandmann". Låten debuterade live den 16 april 2000 och i denna tidiga version var texten något annorlunda jämfört med den slutgilitga versionen. I december 2011 släpptes låten på samlingsalbumet Made in Germany 1995–2011 och det var då den enda låten på det album som inte tidigare hade släppts som en singel.
Den 22 november 2012 utannonserades "Mein Herz brennt" som Rammsteins nästa singel och samtidigt skrevs det att två musikvideor skulle spelas in för låten. Båda musikvideorna var regisserade av Zoran Bihać och släpptes i december 2012.

## Låtlista
Alla låtar är skrivna och komponerade av Rammstein, om inte annat anges. 
| Nr | Titel                                 | Längd |
| -- | ------------------------------------- | ----- |
| 1. | Mein Herz brennt (Piano Version)      | 4:31  |
| 2. | Gib mir deine Augen                   | 3:44  |
| 3. | Mein Herz brennt (Video Edit)         | 4:18  |
| 4. | Mein Herz brennt (Boys Noize Rmx)     | 5:00  |
| 5. | Mein Herz brennt (Piano Instrumental) | 4:31  |

| 1. | Mein Herz brennt (Piano Version)       | 4:31 |
| 2. | Gib mir deine Augen                    | 3:44 |
| 3. | Mein Herz brennt (Video Edit)          | 4:18 |
| 4. | Mein Herz brennt (Boys Noize Rmx)      | 5:00 |
| 5. | Mein Herz brennt (Piano Instrumental)  | 4:31 |
| 6. | Mein Herz brennt (Turntablerocker Rmx) | 5:23 |

| 1. | Mein Herz brennt (Piano Version) | 4:31 |
| 2. | Gib mir deine Augen              | 3:44 |